# Meringis nidi
Meringis nidi är en loppart som beskrevs av Williams et Hoff 1951. Meringis nidi ingår i släktet Meringis och familjen mullvadsloppor. Inga underarter finns listade i Catalogue of Life.